# Sigrid Müller (Theologin)
Sigrid Müller (* 1964 in Salach, Baden-Württemberg) ist römisch-katholische Theologin und Inhaberin des Lehrstuhls für Moraltheologie an der Katholisch-Theologischen Fakultät der Universität Wien.

## Lebenslauf
Sigrid Müller war in der kirchlichen Jugendarbeit engagiert und studierte von 1984 bis 1991 Katholische Theologie, Lateinische und Italienische Philologie an Eberhard Karls Universität in Tübingen und an der Päpstlichen Universität Gregoriana in Rom. Ihr Promotionsstudium absolvierte sie von 1992 bis 1998 in Tübingen und am St. John’s College in Cambridge. In Sevilla machte sie eine Ausbildung zur systemischen Familienberaterin und sammelte praktische Erfahrungen auf diesem Feld. Sigrid Müller promovierte 1999 im Fachbereich theologische Ethik (Moraltheologie) an der Universität Tübingen zur Doctora der Theologie.
Seit dem 1. März 2005 leitete sie ein am Institut für Moraltheologie angesiedeltes Forschungsprojekt. Sie habilitierte sich 2006 im Fach Moraltheologie an Eberhard Karls Universität. Ab Herbst 2007 ist sie Institutsvorständin am Institut für Moraltheologie der Katholisch-Theologischen Fakultät der Universität Wien und damit im deutschsprachigen Raum die erste Frau auf einem Konkordatslehrstuhl für Moraltheologie. Sigrid Müller war von 2011 bis 2013 Präsidentin der katholischen Europäischen Theologenvereinigung (ET). Von 2011 bis 2015 und erneut seit 2018 gehört sie dem Wissenschaftlichen Beirat der Agentur des Heiligen Stuhls für die Evaluation und die Verbesserung der Qualität der kirchlichen Universitäten und Fakultäten (AVEPRO) an. Sie ist verheiratet und hat zwei Kinder.

## Wissenschaftliche Arbeitsfelder
- 1987–1989 Mitarbeiterin am Forschungsprojekt „Interkulturelle Ethik“, Institut für theologische Ethik I (Moraltheologie), Universität Tübingen
- 1990–1991 Mitarbeiterin am Forschungsprojekt „Humangenetik und Embryonenforschung“, Institut für theologische Ethik I (Moraltheologie), Tübingen
- 1992 Mitarbeiterin am Publikationsprojekt „Anthropologische Grundlagen der theologischen Ethik“, Institut für theologische Ethik I (Moraltheologie), Tübingen
- 1993–1995 Forschungs- und Lehrtätigkeit am St. John’s College, Cambridge, UK
- 1996–1997 Wissenschaftliche Koordinatorin des Graduiertenkollegs „Ars und Scientia im Mittelalter und in der Frühen Neuzeit“, Universität Tübingen
- 1997–1999 Aufbaustudium in Familienberatung (systemische Familientherapie) an der Universität Salamanca, Institut für Familienwissenschaften, Außenstelle der Dominikaner von Sevilla
- 1999–2000 Gastdozentin für interdisziplinäre Fragen der Familienberatung, Katholische Universität Salamanca, Außenstelle der Dominikaner von Sevilla
- 2001–2004 Post-doc-Researcher am Forschungsprojekt „Thomism, Albertism, Nominalism. The Dynamics of Intellectual Traditions in the Late Middle Ages“ der Niederländischen Forschungsgemeinschaft (NWO) am Institut für literar-historische Theologie, Radboud-Universität Nimwegen; Forschungsschwerpunkt „spätmittelalterlicher Nominalismus und Theologie der via moderna, speziell Theologie und Ethik an der Universität Wien im 15. Jahrhundert“

## Publikationen

### Im Bereich der Mediävistik

#### Selbständige Schriften
- Handeln in einer kontingenten Welt. Zu Begriff und Bedeutung der recta ratio bei Wilhelm von Ockham, Tübingen/Basel: A. Francke 2000 (Tübinger Studien zur Theologie und Philosophie; 18). Rezensiert von B.V. Johnstone C.Ss.R., in: Studia moralia 40 n. 2 (2002) 579–582 (p. 581/582).
- Wilhelm von Ockham: Texte zu Theologie und Ethik. Lateinisch/deutsch ausgewählt, übersetzt und herausgegeben von Volker Leppin und Sigrid Müller, Stuttgart: Reclam 2000.  Rezensiert von Pietro Maranesi, in: Collectanea franciscana 72,3-4 (2002) 737–738 (p. 737).

#### Zeitschriftenaufsätze und Buchbeiträge
- Theology, language and reality in fifteenth century via moderna, in: Lodi Nauta (Hg.), Language and the Conceptualisation of Reality (Groningen Studies in Cultural Change), Leuven 2006, 1–22.
- The ethics of John Capreolus and the ‘nominales’, in: Verbum. Analecta Neolatina 6/2 (2004) 301–314.
- „Bonum est mel cum favo“. Gerson und die Notwendigkeit der Logik für die Theologie, in: D. Perler/U. Rudolph (Hg.), Logik und Theologie. Das Organon im arabischen und lateinischen Mittelalter, Leiden: Brill 2005, 469–497.
- Sprache, Wirklichkeit und Allmacht Gottes. Das Bild der via moderna bei Johannes Capreolus (1380–1444) und seine Bedeutung für die Schulbildung im 15. Jahrhundert, in: J.A. Aertsen/M. Pickavé (Hg.), Herbst des Mittelalters? Fragen zur Bewertung des 14. und 15. Jahrhunderts, Berlin/New York: Walter de Gruyter 2004 (Miscellanea Mediaevalia 31), 157–172.
- Theologie und Angewandte Ethik – Historische Bezüge, in: Thomas Laubach (Hg.), Angewandte Ethik und Religion, Tübingen/Basel: A. Francke 2003, 75–98.
- Interpretar a Santo Tomás. Principios hermeneúticos al comienzo de la via moderna, in: Communio (Sevilla) 36/2 (2003) 325–359.
- Der Rückgriff auf die „antiqui“ – oder die Bedeutung der philosophischen Schulen für die mittelalterliche Ethik und ihre Erforschung, in: C. Dietl/ D. Helschinger (Hg.), Ars und Scientia im Mittelalter und in der Frühen Neuzeit – Ergebnisse interdisziplinärer Forschung, Tübingen/Basel: A. Francke 2002, 109–123.
- Nominalismus in der spätmittelalterlichen Theologie, in: M.J.F.M. Hoenen/ P.J.J.M. Bakker (eds.), Philosophie und Theologie des ausgehenden Mittelalters. Marsilius von Inghen und das Denken seiner Zeit, Leiden/Boston/Köln: Brill 2000, 47–65.
- Die Grenzen einer philosophischen Ethik bei Wilhelm von Ockham, in: J.A.Aertsen/A.Speer (eds.), Was ist Philosophie im Mittelalter?, Berlin: Walter de Gruyter 1998 (Miscellanea Mediaevalia 26), 1041–1047.

### Bereiche der Moraltheologie und der anthropologischen Grundlagen der Ethik
- Habilitationsschrift: Theologie und Philosophie im Spätmittelalter. Die Anfänge der via moderna und ihre Bedeutung für die Entwicklung der Moraltheologie (1380–1450), Tübingen 2006 (angenommen; erscheint 2007)
- Pränataldiagnostik, hg. gemeinsam mit P. Morciniec, Wien: Facultas 2017
- Exploring the boundaries of bodiliness, hg. gemeinsam mit D. Slawomir, G. Marschütz. Göttingen: V&R Unipress 2013.

#### Buchbeiträge
- Normen. Zum Verhältnis von gesellschaftlichen Vorgaben und individueller Freiheit, in: G.W. Hunold/Th. Weißer (eds.), Theologische Ethik. Ein Werkbuch, Tübingen/Basel: A. Francke 1999, 186–204.
- Gesellschaftliche Handlungsorientierungen. Vom objektiven Moralbewußtsein, in: G.W. Hunold/Th. Weißer (eds.), Theologische Ethik. Ein Werkbuch, Tübingen/Basel: A. Francke 1999, 94–110.
- „Ästh-Ethik“ auf der Rolltreppe. Zu den veränderten Bedingungen einer christlich-ethischen Konzeption von Identität, in: Th. Laubach (ed.), Ethik und Identität, Tübingen/Basel: A. Francke 1998, 41–52.

#### Lexikonartikel
- „Joannes de Ulloa, Theologia Scholastica, tomus tertius: De Tribus Virtutibus Theologicis atque de Justitia Prima Virtutum pure Moralium“, in: Lexikon der theologischen Hauptwerke, Stuttgart: Kröner 2003, 720.
- „Joseph Mausbach, Katholische Moraltheologie“, in: Lexikon der theologischen Hauptwerke, Stuttgart: Kröner 2003, 433.
- „Kosmetik“, in: W. Kasper (Hg.), Lexikon für Theologie und Kirche, vol. 6, Freiburg/Basel/Wien: Herder 1998, 396/97.